# San Pedro Nonualco
San Pedro Nonualco est une municipalité du département de La Paz au Salvador.